# Antonio Gelabert Armengual
Antonio Gelabert Amengual (* Santa María del Camino, 7 de septiembre de 1921 – Palma de Mallorca, 13 de diciembre de 1956). Fue un ciclista español, profesional entre 1946 y 1956 cuyos mayores éxitos deportivos los obtuvo en la Vuelta ciclista a España, donde obtuvo 3 victorias de etapa, y en el Campeonato de España de ciclismo en ruta donde obtendría el triunfo en dos ocasiones. Falleció el 13 de diciembre de 1956 en un accidente de coche en el Coll de Sóller cuando seguía una carrera ciclista.

## Palmarés
| 1947 - 1 etapa de la Volta a Cataluña 1948 - 2.º en el Campeonato de España en Ruta 1949 - Trofeo Jaumendreu 1950 - Campeonato de España en Ruta - Volta a Cataluña , más 2 etapas - 2 etapas en la Vuelta a España 1952 - Clásica de los Puertos - G.P. Pascuas - Vuelta a Castilla - Campeonato de España de Montaña - 1 etapa de la Volta a Cataluña - Vuelta a Mallorca | 1953 - Vuelta a Asturias 1954 - 1 etapa de la Vuelta al Levante 1955 - Campeonato de España en Ruta - 1 etapa en la Vuelta a España - 1 etapa de la Bicicleta Vasca |

## Resultados en las grandes vueltas
| Carrera         | 1946 | 1947 | 1948 | 1949 | 1950 | 1951 | 1952 | 1953 | 1954 | 1955 | 1956 |
| --------------- | ---- | ---- | ---- | ---- | ---- | ---- | ---- | ---- | ---- | ---- | ---- |
| Giro de Italia  | -    | -    | -    | -    | -    | -    | -    | -    | -    | 46.º | -    |
| Tour de Francia | -    | -    | -    | -    | -    | -    | 10.º | 48.º | -    | Ab.  | -    |
| Vuelta a España | -    | -    | 17.º | X    | 9.º  | X    | X    | X    | X    | 20.º | -    |
| Mundial en Ruta | -    | -    | -    | -    | -    | -    | -    | -    | -    | -    | -    |